# Kanton Plouguenast
Der Kanton Plouguenast war bis 2015 ein französischer Wahlkreis im Arrondissement Saint-Brieuc, im Département Côtes-d’Armor und in der Region Bretagne; sein Hauptort war Plouguenast.

## Gemeinden
| Gemeinde    | Bretonisch | Einwohner (2014) | Fläche (km²) | Code postal | Code Insee |
| ----------- | ---------- | ---------------- | ------------ | ----------- | ---------- |
| Gausson     | Gwalc'hion | 638              | 16.71        | 22150       | 22060      |
| Langast     | Lanwal     | 630              | 20.45        | 22150       | 22100      |
| Plémy       | Plevig     | 1559             | 40.04        | 22150       | 22184      |
| Plessala    | Plesala    | 1834 (2013)      | 51.45        | 22330       | 22191      |
| Plouguenast | Plougonwaz | 1861             | 35.12        | 22150       | 22219      |

## Bevölkerungsentwicklung
| 1962 | 1968 | 1975 | 1982 | 1990 | 1999 | 2006 | 2012 |
| ---- | ---- | ---- | ---- | ---- | ---- | ---- | ---- |
| 7888 | 7302 | 6927 | 6687 | 6389 | 6290 | 6433 | 6656 |